# Jodie Burrage
Jodie Anna Burrage (født 28. maj 1999 i Kingston upon Thames, Storbritannien) er en professionel kvindelig tennisspiller fra Storbritannien.